# Carlos Alberto Clulow
Carlos Alberto Clulow (1907/1908 - 1969) fou un diplomàtic i escriptor uruguaià.

## Biografia
Criat a Salto, Clulow estava casat i era pare de Simón Clulow Lepretre. Va treballar sobretot durant la primera meitat del segle XX com a escriptor. El 1928 va publicar El oro yanqui en Latinoamérica. Dos anys després va publicar la seva novel·la La perdida Atlántida. Més endavant va formar part del servei diplomàtic del seu país.
De 1950 a 1957 va ser ambaixador de l'Uruguai a la República Federal Alemanya. De 1960 a 1963 també va ocupar el mateix càrrec però als Estats Units. Durant el període que va transcórrer entre 1957 i 1960, va ser president del Consell Interamericà Econòmic i Social.

## Honors
- 1960: Gran Creu de la República Federal d'Alemanya.

## Obra
- El oro yanqui en Latinoamérica, 1928[3]
- Canto del buen amor, 1929[4][5]
- La perdida Atlántida, novel·la, 1930[6]
- Algunas ideas sobre democracia, 1930[7]
- Biología de las democracias de América, 1935[8]
- Muirakitán, novel·la, 1942[9]
- Las sociedades de inversión en el Uruguay, 1949[10]